# Franz Tappehorn
Franz Heinrich Tappehorn (* 12. März 1785 in Höne bei Dinklage; † 14. März 1856 in Vechta) war ein deutscher Jurist und als Politiker Mitglied der Frankfurter Nationalversammlung.

## Leben und Karriere

### Studium und berufliche Tätigkeiten
Tappehorn war der Sohn des Kleinbauern Johann Dirk Robke genannt Tappehorn (1750–1817) und dessen Ehefrau Anna Catharina geb. Trentkamp. Bis 1802 besuchte er das Gymnasium Antonianum Vechta und studierte ab 1803  Philosophie an der Universität Münster. Ab 1806 wechselte er an die  Universität Göttingen und studierte Rechtswissenschaften. Nach dem Studium war er zunächst ab 1809 als Rechtsanwalt tätig. Bereits 1810 trat er in den Staatsdienst des Herzogtums Oldenburg.
Während der Zeit der Oldenburgischen Franzosenzeit war Tappehorn erneut als Anwalt tätig. Nach dem Ende der französischen Besatzung 1814 wurde er dann Assessor am Landgericht Jever und wechselte 1816 in gleicher Funktion an das Landgericht in Neuenburg. 1817 wurde er zum Kanzleiassessor an der Justizkanzlei in Oldenburg ernannt. In den folgenden Jahren erfolgten die Beförderungen zum Kanzleirat (1822) und zum Oberappellationsgerichtsrat am Oberappellationsgericht Oldenburg (1824). 1828 schied er aus dem Staatsdienst aus. Die folgenden Jahre verbrachte Tappehorn als Privatgelehrter und Schriftsteller in München, wo er einige kirchenrechtliche Arbeiten verfasste. 1836 ging er nach Vechta und übernahm dort die Anwaltskanzlei seines verstorbenen Bruders, die er bis zu seinem Tode weiterführte.

### Politisches Engagement
Bekanntheit erlangte Tappehorn zunächst mit seinem starken Eintreten für die Bauernbefreiung im Großherzogtum Oldenburg. Beeinflusst durch die Julirevolution von 1830 wurde Oldenburg von der Reformwelle ab 1836 erfasst. Tappehorn unterstützte die Forderungen der Bauern nach einem gerechten Ablösungsgesetz nach dem Vorbild der Bestimmungen im Königreich Hannover durch den Entwurf von Petitionen und rechtshistorischen Erläuterungen zur Gutspflichtigkeit. Als nach dem Ausbruch der Revolution von 1848 im Großherzogtum die Versammlung der 34 zur Beratung eines oldenburgischen Verfassungsentwurfs zusammentrat, war Tappehorn unter deren Mitgliedern und trug gemeinsam mit dem Bauern Christoph Ferneding dazu bei, die Aufhebung und Ablösung der noch bestehenden gutsherrlichen Rechte im Staatsgrundgesetz von Oldenburg vom 12. Oktober 1848 zu verankern.
Bereits vorher am 3. Mai 1848 hatte Tappehorn allerdings sein Mandat in der Versammlung der 34 in Oldenburg niedergelegt, da er in die Frankfurter Nationalversammlung gewählt worden war.
In Frankfurt schloss sich Tappehorn er sich der konservativ orientierten Fraktion „Pariser Hof“ an. Er vertrat eine großdeutsche Position verbunden mit der Schaffung einer starken Zentralgewalt, lehnte allerdings die preußische Führung ab. Weiterhin stimmte er, gemeinsam mit den anderen oldenburgischen Abgeordneten für den Bau eines deutschen Kriegshafens an der Innenjade.
Nach dem Abstimmungssieg der Linken im Paulskirchenparlament legte er, wie auch die meisten anderen Abgeordneten, am 30. Mai 1849 sein Mandat nieder und kehrte nach Vechta zurück.